# Carlos López (meksykański piłkarz)
Carlos Aurelio López Rubio (ur. 21 marca 1991 w León) – meksykański piłkarz występujący na pozycji bramkarza.

## Kariera klubowa
López pochodzi z miasta León i jest wychowankiem tamtejszego drugoligowego zespołu Club León. Nie potrafił się jednak przebić do pierwszej drużyny, występując jedynie w trzecioligowych i czwartoligowych rezerwach klubu, po czym jako siedemnastolatek wyjechał do Argentyny, podpisując umowę z tamtejszą drugoligową ekipą Talleres de Córdoba. Po upływie roku spadł z nią do trzeciej ligi argentyńskiej, a podczas swojego trzyletniego pobytu w Talleres nie wystąpił w żadnym spotkaniu, pozostając wyłącznie rezerwowym golkiperem. W lipcu 2011 powrócił do ojczyzny, za sumę 150 tysięcy dolarów przechodząc do klubu Tigres UANL. W ostatniej chwili zdecydował się jednak skorzystać z oferty ekipy Club América ze stołecznego miasta Meksyk. Władze Tigres, które dokonały już transakcji, zagroziły skierowaniem sprawy do FIFA – ostatecznie jednak zawodnik został zarejestrowany przez Américę do rozgrywek młodzieżowej ligi meksykańskiej.
Do seniorskiej drużyny López został włączony w wieku dwudziestu jeden lat przez szkoleniowca Miguela Herrerę, pozostając jednak trzecim bramkarzem zespołu po Moisésie Muñozie i Hugo Gonzálezie. W wiosennym sezonie Clausura 2013 zdobył w tej roli z Américą tytuł mistrza Meksyku, zaś pół roku później, podczas jesiennych rozgrywek Apertura 2013 zanotował wicemistrzostwo kraju. Nie mając szans na występy w pierwszej drużynie, w lipcu 2014 udał się na wypożyczenie do niżej notowanego klubu Monarcas Morelia.
| Sezon     | Klub             | Kraj   | Rozgrywki | Mecze | Bramki |
| --------- | ---------------- | ------ | --------- | ----- | ------ |
| 2012/2013 | Club América     | Meksyk | Liga MX   | 0     | 0      |
| 2013/2014 | Club América     | Meksyk | Liga MX   | 0     | 0      |
| 2014/2015 | Monarcas Morelia | Meksyk | Liga MX   |       |        |

## Kariera reprezentacyjna
W 2011 roku López został powołany przez szkoleniowca Juana Carlosa Cháveza do reprezentacji Meksyku U-20 na Mistrzostwa Ameryki Północnej U-20. Na gwatemalskich boiskach pełnił rolę podstawowego golkipera swojej drużyny i wystąpił we wszystkich możliwych pięciu spotkaniach, przepuszczając w nich tylko dwa gole, natomiast jego kadra triumfowała ostatecznie w tych rozgrywkach, pokonując w finale Kostarykę (3:1). Kilka miesięcy później znalazł się w składzie na Mistrzostwa Świata U-20 w Kolumbii, które również zaczął mając pewne miejsce między słupkami, lecz po dwóch meczach (w których przepuścił jednego gola) doznał kontuzji i do końca turnieju został zastąpiony przez José Antonio Rodrígueza. Meksykanie odpadli wówczas z młodzieżowego mundialu dopiero w półfinale, zajmując ostatecznie trzecie miejsce.